# Zalakarosi kistérség
A Zalakarosi kistérség Zala megyében volt található, központja Zalakaros volt. 2007. szeptember 25-én jött létre a Nagykanizsai kistérségből kivált településekből, de 2014-ben az összes többi kistérséghez hasonlóan megszűnt.

## Települései
| Balatonmagyaród | Galambok   | Garabonc       | Gelse     | Kerecseny   |
| Kilimán         | Kisrécse   | Miháld         | Nagyrada  | Orosztony   |
| Pat             | Sand       | Zalakaros      | Zalakomár | Zalamerenye |
| Zalasárszeg     | Zalaszabar | Zalaszentjakab | Zalaújlak |             |